# Heartland FC
Heartland FC is een Nigeriaanse voetbalclub uit Owerri. De club werd in 1976 opgericht als Spartans FC, in 1985 volgende een eerste naamswijziging in Iwuanyanwu Nationale, in 2006 werd de huidige naam aangenomen.
De club was eind jaren 80 succesvol toen vier titels op rij werden gewonnen (1987-1990) en ook twee keer de finale van de Beker van Nigeria werd gespeeld (1988, 1989). In 1988 werd ook de finale van de Afrikaanse beker voor landskampioenen gehaald (de Afrikaanse equivalent van de Europacup I). In 2016 degradeerde de club uit de hoogste klasse. 

## Erelijst
- Landskampioen

1987, 1988, 1989, 1990, 1993
- Beker van Nigeria

Winnaar: 1988
Finalist: 1989, 1999
- CAF Beker voor landskampioenen

Finalist: 1988
- CAF Champions League

Finalist: 2009